# Per Fossum
Per Eivind Fossum (* 27. Juli 1910 in Oslo; † 24. Dezember 2004 in Asker) war ein norwegischer Skirennläufer und Nordischer Kombinierer.

## Biografie
Fossum war ein vielseitig begabter Sportler. Als Jugendlicher begann er mit dem Skispringen und der Nordischen Kombination. Mitte der 1930er Jahre, als sich der alpine Skirennsport in Norwegen formierte, konzentrierte er sich stärker auf dessen Disziplinen. Daneben bestritt er Wettkämpfe im Fußball, in der Leichtathletik und im Orientierungslauf.

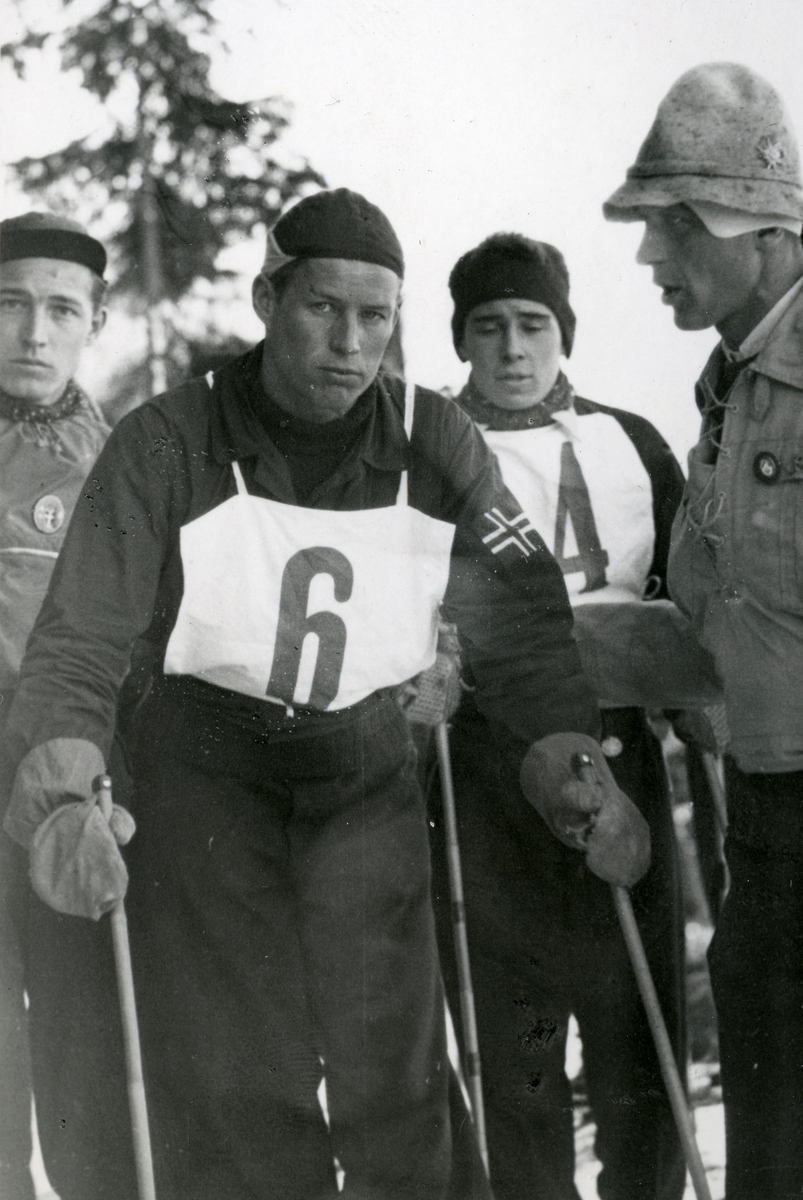
In 1936

Zwischen 1935 und 1939 nahm er an allen Alpinen Skiweltmeisterschaften teil. Sein bestes Ergebnis war ein vierter Platz bei der WM 1937 in Chamonix. Bei den Olympischen Winterspielen in Garmisch-Partenkirchen, wo erstmals alpine Wettbewerbe auf dem Programm standen, war er Mitglied der norwegischen Mannschaft und belegte in der Kombinationswertung Rang 9. 1937 ging er auch bei den nordischen Skiweltmeisterschaften in Chamonix an den Start und wurde Sechster in der Nordischen Kombination. Bis dato ist er der einzige Athlet, der sowohl bei alpinen wie auch bei nordischen Titelkämpfen antrat. Im gleichen Jahr wurde er Französischer Meister im 50 km Langlauf.
Nach Beendigung seiner Sportlaufbahn arbeitete er als Maurermeister und führte in Oslo einen eigenen Betrieb. Von 1948 bis 1950 war er Vorstandsmitglied des norwegischen Skiverbandes. Sein jüngerer Bruder Arvid war ebenfalls Skiläufer und Sportfunktionär.

## Erfolge

### Olympische Spiele
- Garmisch-Partenkirchen 1936: 9. Kombination

### Weltmeisterschaften
- Mürren 1935: 11. Abfahrt, 19. Slalom, 14. Kombination
- Innsbruck 1936: 12. Abfahrt, 12. Slalom, 11. Kombination
- Chamonix 1937: 4. Abfahrt, 17. Slalom, 11. Kombination
- Engelberg 1938: 21. Abfahrt, 12. Slalom, 16. Kombination
- Zakopane 1939: 19. Abfahrt

- Chamonix 1937: 6. Nordische Kombination